# جورج بورغ
جورج بورغ (بالإنجليزية: George Borg)‏ هو قاضي مالطي، ولد في 23 أبريل 1887، وتوفي في 29 يونيو 1954.